# ماهر بين عزيزة
ماهر بين عزيزة هو مبارز بالسيف تونسي، ولد في 27 يوليو 1980. و شارك في دورة الالعاب الاولمبية الصيفية في سدني 2000 و أثينا 2004 

## وصلات خارجية
- ماهر بين عزيزة على موقع الاتحاد الدولي للمبارزة (الإنجليزية)
- ماهر بين عزيزة على موقع أوليمبيديا (الإنجليزية)